# Pischelsdorf am Kulm
Pischelsdorf am Kulm osztrák község Stájerország Weizi járásában. 2018 januárjában 3712 lakosa volt. 

## Elhelyezkedése

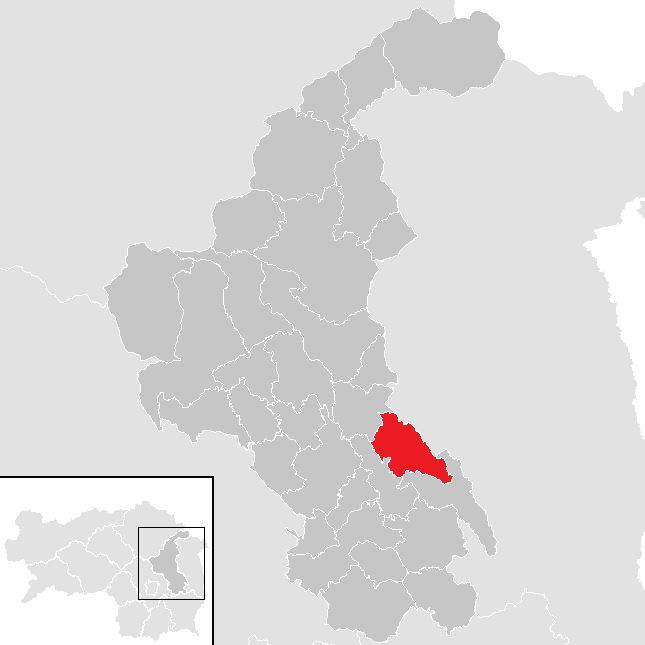
Pischelsdorf am Kulm a Weizi járásban

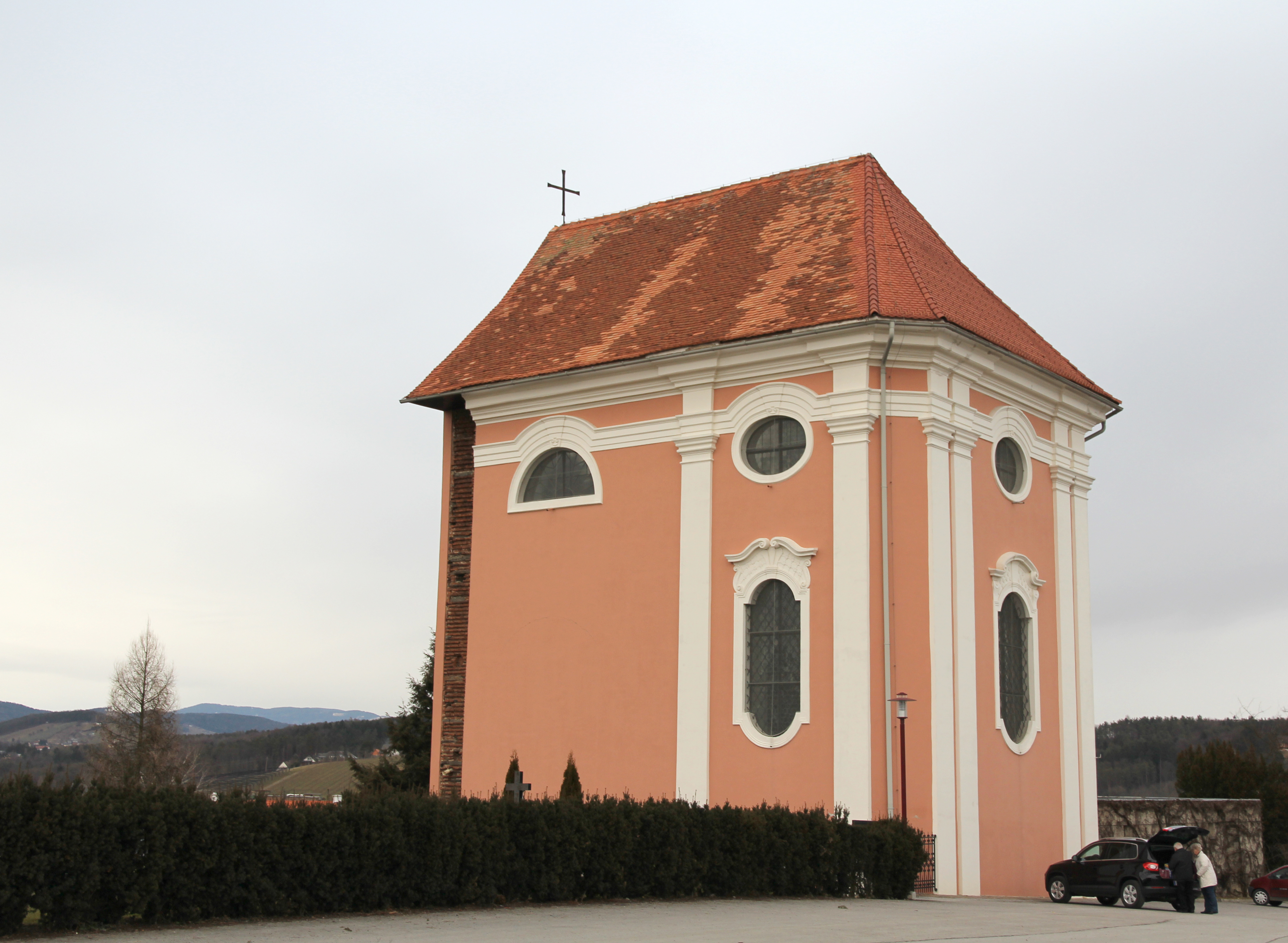
A Nepomuki Szt. János-templom

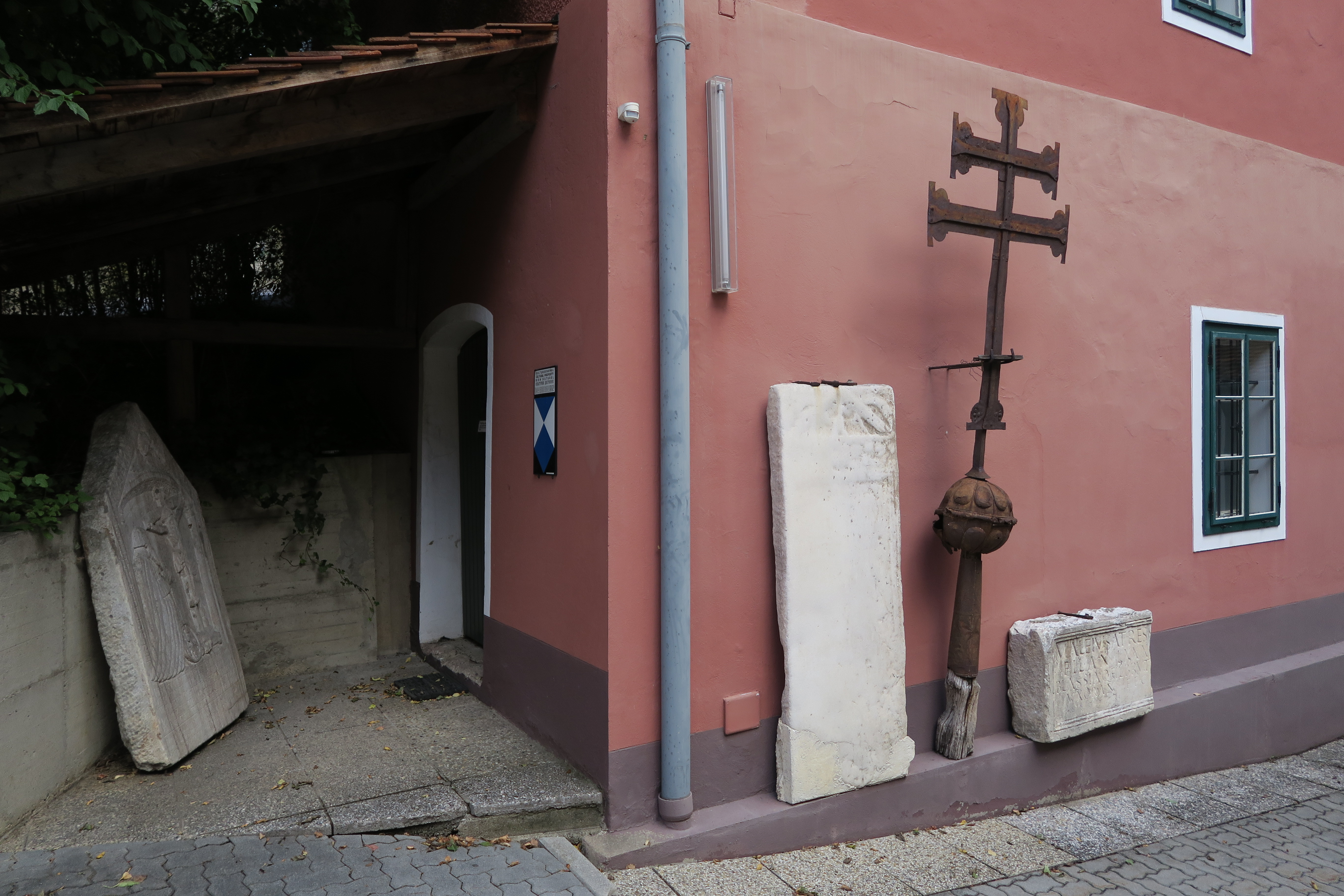
A heyltörténeti múzeum

Pischelsdorf am Kulm a Kelet-stájerországi dombságon fekszik, a Römerbach és a Dürr-Feistriz folyók találkozásánál. Az önkormányzat 8 települést egyesít: Hart (272 lakos 2018-ban), Kleinpesendorf (182), Kulming (113), Pischelsdorf in der Steiermark (1545), Reichendorf (614), Rohrbach am Kulm (344), Romatschachen (432) és Schachen am Römerbach (210).
A környező önkormányzatok: délkeletre Gersdorf an der Feistritz, délnyugatra Ilztal, északnyugatra Puch bei Weiz, északkeletre Feistritztal.

## Története
Az önkormányzat a 2015-ös stájerországi közigazgatási reform során jött létre Pischelsdorf in der Steiermark mezőváros, valamint Kulm bei Weiz és Reichendorf községek egyesítésével. 
Pischelsdorfot először 1043-ban említik III. Henrik császár egy adománylevelében. A birtokot a 12. században felosztották a salzburgi érsek, a gößi apátság és a Wildon-család között. Az érseki részt Bischofsdorfnak ("Püspökfalva") nevezték át, ebből származik a mai Pischelsdorf. 1203-ban már önálló egyházközségként hivatkoznak rá. 1322-ben birtokcserével a Herbenstein család kezére került, akik 1407-re mezővárosi jogokat szereztek a számára. 
1532-ben a Kőszeg ostromából visszatérő törökök elpusztították a települést, lakói többségét megölték vagy elhurcolták. 1643-ban és 1761-ben egy-egy tűzvészben a mezőváros nagy része leégett, elveszett a templomi anyakönyv és a városi tanács regisztere is. II. József közigazgatási reformja során megállapították az egyházközség mai határait, a császár megerősítette a vásártartási jogokat és esperesi székhellyé tette a mezővárost. A városképet meghatározó templom 1898-1902 között épült a korábbi barokk épület helyén.

## Lakosság
A Pischelsdorf am Kulm-i önkormányzat területén 2018 januárjában 3712 fő élt. A lakosságszám 1951 óta gyarapodó endenciát mutat. 2015-ben a helybeliek 98,1%-a volt osztrák állampolgár; a külföldiek közül 0,6% a régi (2004 előtti), 0,9% az új EU-tagállamokból érkezett. 2001-ben Pischelsdorf in der Steiermark-ban a lakosok 95,4%-a római katolikusnak, 2,1% pedig felekezeten kívülinek vallotta magát. Ugyanekkor 7 magyar élt a mezővárosban.  

## Látnivalók
- a Szt. Péter és Pál-plébániatemplom
- a temetői Nepomuki Szt. János-templom
- Reichendorf kápolnája
- az 1664-ben emelt Mária-oszlop
- a helytörténeti múzeum
- a környék egyik legnagyobb fendezvénye a pünkösdkor tartott pischelsdorfi népi fesztivál és a pischeldorfi vásár.

## Fordítás
- Ez a szócikk részben vagy egészben  a   Pischelsdorf am Kulm című német Wikipédia-szócikk ezen változatának fordításán alapul.  Az eredeti cikk szerkesztőit annak laptörténete sorolja fel. Ez a jelzés csupán a megfogalmazás eredetét és a szerzői jogokat jelzi, nem szolgál a cikkben szereplő információk forrásmegjelöléseként.